# Distretto di Levice
Il distretto di Levice (in slovacco: okres Levice) è un distretto della regione di Nitra, nella Slovacchia occidentale. Quello di Levice, è il più esteso dei 79 distretti della Slovacchia.
La parte occidentale del distretto fino al 1918 ha fatto parte della contea ungherese di Tekov, mentre la parte orientale del distretto era nella contea di Hont. Farná nel sud era nella contea di Esztergom.

## Geografia antropica
Il distretto è composto da 4 città e 85 comuni:

### Città
- Levice
- Šahy
- Tlmače
- Želiezovce

### Comuni
- Bajka
- Bátovce
- Beša
- Bielovce
- Bohunice
- Bory
- Brhlovce
- Čajkov
- Čaka
- Čata
- Demandice
- Devičany
- Dolná Seč
- Dolné Semerovce
- Dolný Pial
- Domadice
- Drženice
- Farná
- Hokovce
- Hontianska Vrbica
- Hontianske Trsťany
- Horná Seč
- Horné Semerovce
- Horné Turovce
- Horný Pial
- Hrkovce
- Hronovce
- Hronské Kľačany
- Hronské Kosihy

- Iňa
- Ipeľské Úľany
- Ipeľský Sokolec
- Jabloňovce
- Jesenské
- Jur nad Hronom
- Kalná nad Hronom
- Keť
- Kozárovce
- Krškany
- Kubáňovo
- Kukučínov
- Kuraľany
- Lok
- Lontov
- Lula
- Málaš
- Malé Kozmálovce
- Malé Ludince
- Mýtne Ludany
- Nová Dedina
- Nový Tekov
- Nýrovce
- Ondrejovce
- Pastovce
- Pečenice
- Plášťovce
- Plavé Vozokany

- Podlužany
- Pohronský Ruskov
- Pukanec
- Rybník
- Santovka
- Sazdice
- Sikenica
- Slatina
- Starý Hrádok
- Starý Tekov
- Šalov
- Šarovce
- Tehla
- Tekovské Lužany
- Tekovský Hrádok
- Tupá
- Turá
- Uhliská
- Veľké Kozmálovce
- Veľké Ludince
- Veľké Turovce
- Veľký Ďur
- Vyškovce nad Ipľom
- Vyšné nad Hronom
- Zalaba
- Zbrojníky
- Žemberovce
- Žemliare